# 伊奈昭忠
伊奈 昭忠（いな あきただ、生年不詳 - 永禄10年6月16日（1567年7月22日））は、戦国時代の武将 。通称図書。子に伊奈昭綱。

## 略歴
父は伊奈貞政。永禄9年（1566年）10月2日、足利義昭が清水寺において合戦の際、軍功を立て義昭より昭の字を与えられた。
永禄10年（1567年）6月16日、美濃国加硫の城攻めで討死 。